# اختبار الخط الرأسي (العمودي)

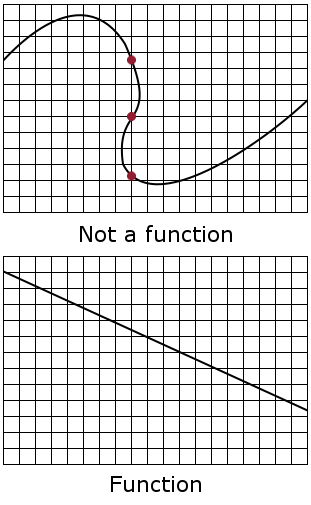
اختبار الخط العمودي، كما هو موضح بيانيا. يُظهر الإحداثي المحوري مجال الوظيفة (المراد اختبارها).

في الرياضيات، اختبار الخط الرأسي هو وسيلة بصرية لتحديد ما إذا كانت منحنى هو رسم بياني لدالة أم لا. يمكن للدالة أن تكون لديها فقط مخرج واحد y، لكل إدخال فريد x. إذا قطع خط رأسي منحنى على مستوى xy أكثر من مرة، فإنه يعني أن للقيمة واحدة من x العديد من قيم y، وبالتالي، الانحناء لا يمثل دالة. إذا تقاطعت جميع الخطوط الرأسية مع المنحنى مرة واحدة على الأكثر، فإن المنحنى يمثل دالة.

## أنظر أيضا
- اختبار الخط الأفقي